# Ordre des Séraphins
Pour les articles homonymes, voir Séraphin.
L’ordre royal des Séraphins ou l’ordre de Sa Majesté le Roi (Kungliga Serafimerorden ou Kunglig Majestäts Orden) est un ordre royal suédois de chevalerie créé par le roi Frédéric Ier de Suède le 23 février 1748, en même temps que l’ordre royal de l’Étoile polaire et l’ordre de l'Épée.
Premier des ordres suédois, il est organisé en une classe unique dont tous les membres portent le grade de « chevalier » (ou « membre » pour les femmes et les ecclésiastiques). Il se rapproche en cela des plus anciens ordres royaux d'Europe : l'ordre du Saint-Esprit dont il est inspiré, celui de la Jarretière en Angleterre ou celui de la Toison d'or en Espagne. 
De 1975 à 2023, il n'était attribué qu'aux membres de la famille royale de Suède, aux chefs d’État étrangers et à d’autres personnes de rang comparable. 
En raison de son ancienneté et de son recrutement, il jouit d'un prestige considérable dans toute la Scandinavie.

## Histoire
L'ordre des Séraphins est fondé le 23 avril 1748, jour du 72e anniversaire de Frédéric Ier de Hesse-Kassel, alors roi de Suède. 
Frédéric Ier crée à cette occasion un véritable « système des ordres », qui relie les différents ordres royaux. Pour devenir chevalier de l'ordre des Séraphins, un Suédois doit avoir accédé au préalable au grade de commandeur de l'ordre de l'Étoile du Nord ou de celui de l'ordre de l'Épée. En devenant chevaliers des Séraphins, il est automatiquement élevé au rang de grand-croix de ces deux derniers ordres. Les chevaliers des Séraphins sont donc titrés « chevalier et commandeur des ordres de Sa Majesté Royale ». 
A sa fondation, on fait de l'ordre la reviviscence d'une distinction crée par le roi Magnus Ladulås au XIIIe siècle. S'il est vrai que les rois de Suède avaient déjà créé des colliers de livrée par le passé, qui peuvent apparaître comme des précédents de l'ordre des Séraphins, aucun n'avait été organisé en un véritable ordre de chevalerie, avec des statuts. Ces précédents sont : 
- le collier du Salvator porté par Erik XIV,
- celui de l'Agnus Dei du roi Jean III,
- celui de Jéhovah du roi Charles IX,
- celui de Jésus des rois Charles X Gustave et Charles XI

Pour les sujets suédois, l'Ordre n'était attribué qu'aux hommes, hauts fonctionnaires de l'État et officiers militaires ayant au moins le grade de lieutenant-général, aux ecclésiastiques qui étaient évêques et étaient appelés « membres », et non chevaliers. Pour les étrangers, il n'était accordé qu'aux hommes chefs d'État, et dans le cas des monarchies, aux princes héritiers et à certains princes. Les princes royaux de Suède le recevaient dans le berceau lors du baptême, mais n'étaient autorisés à le porter qu'après la confirmation et le perdaient lorsqu'ils quittaient la maison royale. 
Ce n'est qu'avec les statuts de 1902, élaborés sous le règne du roi Oskar II, que la reine a également obtenu le droit de porter l'ordre des Séraphins, mais sans que les femmes soient admises dans l'Ordre. Depuis 1952, les princesses de Suède sont également reçues dans l'Ordre comme membres à part entière – rendant inutile l'ordre de Marie-Éléonore, qui était réservé aux princesses. 
Les chevaliers avaient le devoir soit de travailler quelques jours par an à l'hôpital séraphin (Serafimerlasarettet) de Stockholm, fondé en 1752, soit d'apporter une aide financière à l'hôpital. Cette institution pour la recherche médicale a été fermée en 1980.
En 1974, le système des ordres est profondément réformé. L'accès des nationaux à l'ensemble des ordres royaux, y compris l'ordre des Séraphins, est supprimé. Ce règlement a été modifié une première fois en 1995 pour les membres de la famille royale de Suède. L'ordre des Séraphins est ensuite conféré aux chefs d'État étrangers et à leurs égaux, principalement à l'occasion de visites d'État. La loi sur les ordres royaux a été abrogée en 2022, rouvrant aux nationaux l'accès à l'ordre des Séraphins. 
De 1975 à 2023, les citoyens suédois ne pouvaient recevoir que la médaille d'or « pour la diligence et la loyauté au service du royaume » (För nit och trohet i rikets tjänst) pour 30 ans de service gouvernemental et diverses autres médailles du mérite (pour le travail dans les secteurs municipal et privé). En voulant assécher le système des ordres, la réforme de 1974 a donc favorisé l'essor d'un nouveau type de récompenses : celui des médailles de mérite. 

## Ouvrages
- (sv) Per Nordenvall, Kungliga Serafimerorden 1748-1998, Kungl Maj:ts Orden 1998, 1998
- (sv) H. J. Kleberg (Hrsg.), Kungl. svenska riddarordnarna, Stockholm und Malmö, 1935
- (sv) Robert Södermark, Kungliga svenska riddareordnarna, Lund, 1897
- (sv) Erik Torstensson Uggla (Hrsg.), Ordenskalender 1963, Stockholm, 1963